# Machimus caliginosus
Machimus caliginosus là một loài ruồi trong họ Asilidae. Machimus caliginosus được Meigen miêu tả năm 1820.